# Sleaford (Australia)
Sleaford è una località dell'Australia Meridionale, sita all'estremità meridionale della penisola di Eyre.

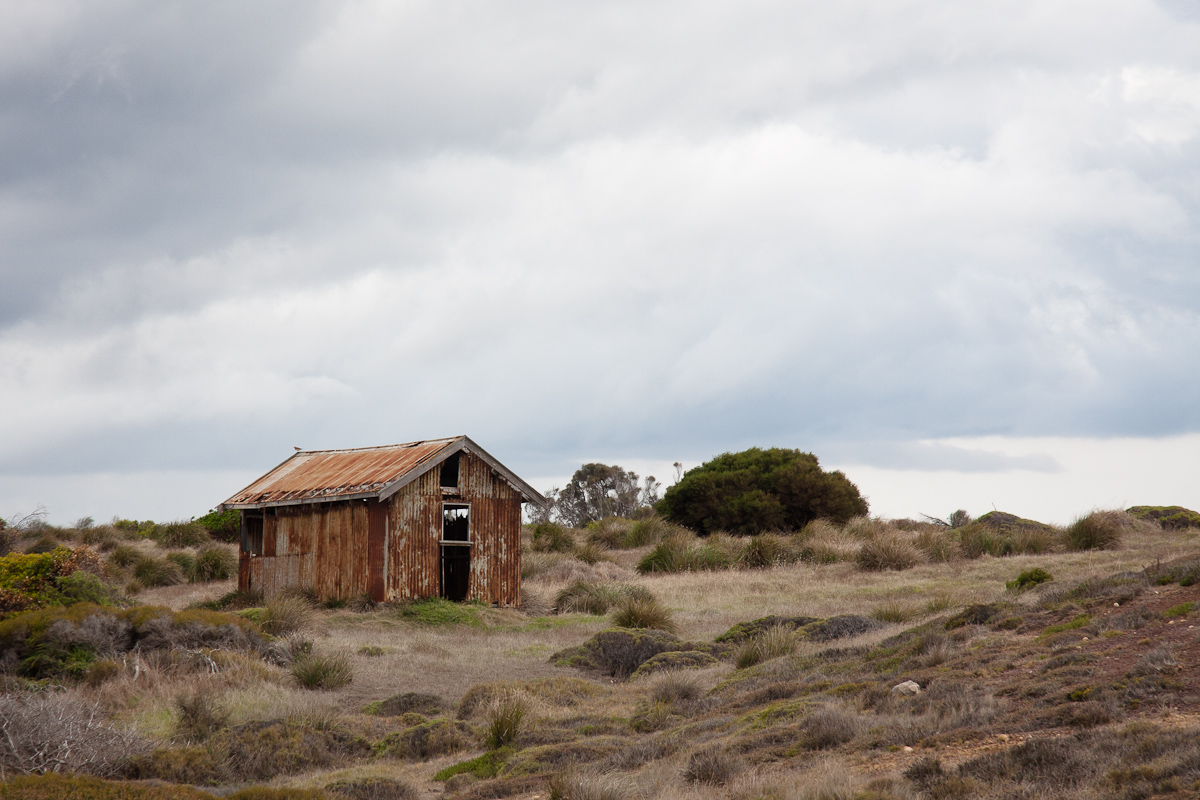
Vecchio capanno abbandonato.

Il territorio della località corrisponde grossomodo a quello dell'omonima centena, proclamato nel 1871 dall'allora governatore James Fergusson, VI baronetto attorno all'omonima baia: Sleaford mutua il nome dall'omonima cittadina del Lincolnshire, contea d'origine dell'esploratore Matthew Flinders che fu il primo europeo a mappare l'area. In lingua Barngarla, l'area di Sleaford (ed in particolare Sleaford Bay) veniva indicata col nome di Dhanana: Nicolas Baudin avvistò anch'esso la baia durante la sua esplorazione dell'Australia, ed ignaro di essere stato anticipato da Flinders battezzà la baia Anse des Nerlans (poi cambiato da Freycinet in Baie Lavoisier).
Sleaford occupa la punta meridionale della penisola di Eyre, affacciandosi in massima parte sulla Grande Baia Australiana e per un piccolissimo tratto a nord-est su Proper Bay all'interno del porto naturale di Port Lincoln, mentre ad est la penisola di Jussieu ospita il Parco Nazionale Lincoln: stabiliti nell'ottobre del 2003 in base alle consuetudini storiche, i confini della località sono stati ritoccati nel 2006 e ancora nel 2011 nella zona di confine con Tulka. Al territorio di Sleaford viene talvolta accorpata anche la prospiciente Liguanea Island, facente parte del Parco Nazionale Lincoln.

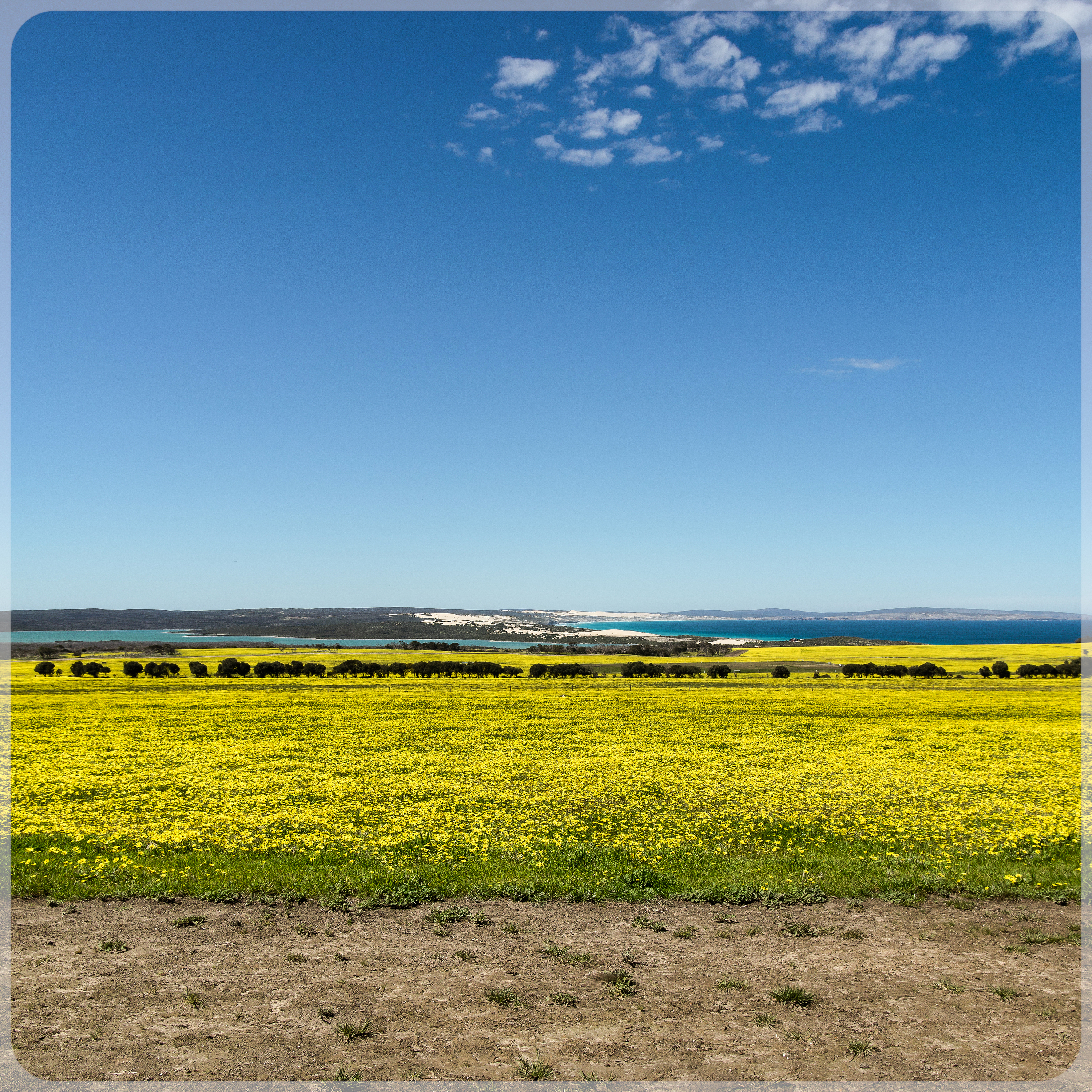
Campi di canola con la penisola di Jussieu sullo sfondo.

Più della metà della superficie della località è utilizzata a scopi agricoli (principalmente grano e canola, ma anche l'allevamento del bestiame): parti estese della punta meridionale e dell'area sud-occidentale sono di proprietà privata ma dedicate al ripristino della flora autoctona di comune accordo col governo statale, mentre nel nord-est della località (non lontano dal confine col Parco Nazionale Lincoln) la presenza del bacino salmastro noto come Sleaford Mere ha fatto sì che venisse creata già nel 1969 l'area protetta di Sleaford Mere Conservation Park.

## Monumenti e luoghi d'interesse
Sulla costa meridionale, a Fishery Bay, sorgono le rovine dell'antico insediamento di balenieri, la Fishery Bay Whaling Station, costruita nel 1837 ed ascritta al South Australian Heritage Register.
Nel nord della località si trova la Mikkira Station, un ranch fondato nel 1842 e fra i più antichi della penisola di Eyre, popolato fra l'altro da una nutrita comunità di koala.
Nel 2018 venne annunciata la costruzione a Fishery Bay (uno dei tre possibili siti individuati dall'ente preposto già dal 2009) di un impianto di desalinizzazione dell'acqua di mare da 3 gigalitri, del costo complessivo stimato in 80 milioni di dollari: dopo ritardi dovuti al lievitare dei costi ed all'opposizione della popolazione locale e dagli impianti di acquacoltura, è stata istituita una commissione per individuare un sito adatto fra Fishery Bay e Sleaford Bay, con capacità dell'impianto aumentata a 5,3 gigalitri.
Sempre sulla costa meridionale di Sleaford si trova il sito di lancio spaziale Whalers Way Orbital Launch Complex, ultimato fra le polemiche nel 2019, col primo razzo lanciato il 16 settembre 2021.